# 李慶鋒
李慶鋒（1967年5月18日—），臺灣政治人物，曾代表民主進步黨連任三屆臺北市議員，曾任民主進步黨組織推廣部主任，現任財團法人中華顧問工程司執行長。

## 生平

### 早年
李慶鋒出身臺中，北上就讀臺灣大學化工系時，跟隨老師投身環境保護運動。

### 從政生涯
1998年首次代表民進黨參選第六選區（大安區、文山區）議員，得10950票；2002年再次參選同選區議員，得12124票，票數雖有成長，仍未當選。歷經兩次挫敗，李仍持續經營，直至2006年第三次參選，終以21434票當選，之後並以15757票、20274票二次連任。

## 政策立場
共融式遊戲場
2016年5月12日，李慶鋒首次就兒童遊戲權議題質詢當時的社會局長許立民，並希望市府能擇點試辦。
其後，柯市府從善如流，於2016年底試辦共融式遊戲場，改造台北市公園內原有的罐頭遊具，讓身心障礙的孩子亦能進入該場域與一般孩子一起遊玩。李慶鋒與其他議員於2017年共同舉辦專題研討會，就市府設置的共融式遊戲場進行研討。李慶鋒強調共融式遊具選址重要性，可納入都市計畫。李並建議，可考慮建置府級的專案管理機制。
公宅
李慶鋒批評市府將聯開及獎勵容積分回的公宅，未善加利用，部分租況不佳者，竟賣掉處置。李慶鋒表示，支持公共住宅政策，公宅租價應考量租戶收入，分級定價。
公托
李慶鋒於市政總質詢時，要求將提高公共化幼兒園比例列入教育局關鍵績效指標。

## 其它事蹟
共組在野大聯盟
李慶鋒於2010年選舉，以15,757票，倒數第二名當選大安文山選區市議員。2014年選舉，民進黨與柯文哲結為在野大聯盟，10月18日李慶鋒於興隆路2段22巷成立競選總部，邀請到柯文哲為李慶鋒助選
，柯文哲呼籲該選區選民：「11月29日市長柯文哲一票、市議員李慶鋒一票，給李慶鋒有一個機會來質詢柯市長。」
談柯文哲的台灣價值不及格
2018年4月，李慶鋒於機蛋大遊行中，向群眾說道，柯文哲面對台灣價值的考題，每一次回答都不及格。並在隨後表示，當議員於議場對柯文哲提出質疑時，柯文哲的支持者即在網路上批評議員「藍綠都是垃圾」。
指柯傷害議員
在2018年5月4日於三立新聞台播出的新台灣加油節目，李慶鋒談選對會不了解柯文哲的風險。「主要我是覺得黃承國主委跟我們選對會的其他三巨頭，太不了解跟柯文哲私下見面的風險很高。台北市議會黨團的議員哪，每個都很清楚，經過了過去一兩年下來，你要跟柯市長私下見面，是要非常小心的（搖搖頭），汝的話伊欲按偌理解（台灣閩南語），他要怎麼操作，你完全沒有把握...所以你看他現在中午吃便當會的時候，都跟局處首長吃便當直播。」「因為找議員吃便當，議員不去跟他吃便當，嘸人佮伊呷便當（台灣閩南語）」
廖筱君搭腔問道：「為什麼跟他見面風險性很高？」李慶鋒回道「我不知道他（柯文哲）真的是天真，還是說他是計算」「不知道他是個性使然，還是真的很會計算」，李慶鋒張開雙手揮舞，比道「議員受傷的，已經數不完了嘛，十個手指頭數不完」
支持柯一律除黨籍
2018年5月，李慶鋒於HitFm聯播網節目中表示，依民進黨黨紀，在民進黨有提名自己人選的情況下，若民進黨籍的台北市議員支持柯文哲，一律開除黨籍。
聲援吳音寧
北市議會民進黨團總召李慶鋒也接力表示，柯上任三年多，對議會監督的態度應該更有民主素養，但「議會裡面，有些議員的建議可以聽、有些不能聽」；李舉例，國民黨議員日前質詢時亂指北農送酒給民進黨北市黨部，北市就亂派政風處去查帳，要柯分清楚建言真偽「不要學壞」；並酸連勝文與韓國瑜兩人為要選舉的政客。
李慶鋒此言一出，國民黨議員當場大表不滿，汪志冰吼，「憑什麼這樣說」、國民黨議員王鴻薇當場也吼李慶鋒，「憑什麼說別人是政客」。李則頻回嗆，「我的發言時間，應尊重」。
針對柯文哲談話發表議論
2015年，台北市長柯文哲到新竹參加活動時，被問到為何會規畫一個要花50年時間才能完成的計劃，他回答「有任期制的選舉，對台灣政治是很大的傷害」，並且舉例日治時代的城市規畫相比較，強調「這是台灣政治要去思考改變的地方」。
2018年8月4日深夜11時許，李慶鋒在個人臉書貼文，表達對臺北市長柯文哲的不滿。柯文哲日前講話表示，臺灣公共政策缺乏延續性的原因，是任期制與沒史觀政治人物造成
，李慶鋒發文表示「柯P說：台灣政治最大的問題是有任期的選舉制度。去你的。#聖主明君千秋萬世、#侵蝕民主的毒品、#習大大說你好棒棒、#網軍莫進柯P來戰、#網軍馳援十分速達」
遭人烏龍爆料
2018年8月17日，李慶鋒在台灣第一大論壇批踢踢遭人烏龍爆料，表示在市議會6月7日其他議員進行單獨質詢時，不在議會記錄畫面之中，反而在三立電視台製播的前進新台灣錄影，進行時事評論。
面對臉書造訪者進一步詢問，議員簽到領取出席費，卻只出席自己的時段，李慶鋒表示是資訊錯誤造成誤解，「總質詢時間是事先抽籤排定的，我們這個小組早在5/29質詢完畢，我6/7上節目，既非大會，也不是我們的質詢時間，列入統計是毫無意義的事。我不會揣測原po惡意扭曲，但確實誤解，不是一句可受公評就帶過去。」。

## 外部連結
李慶鋒網站 （页面存档备份，存于）
- 李慶鋒的Facebook專頁粉絲